# Džiugas (fromage)
Džiugas est la marque commerciale d'un fromage lituanien fabriqué dans l'apskritis de Telšiai par la laiterie Žemaitijos Pienas. Il s'agit d'un fromage à pâte pressée au lait de vache standardisé et pasteurisé. Le džiugas est protégé à l'échelle européenne par une indication géographique protégée (IGP) depuis 2019.

## Description
Le džiugas se présente sous forme de meules pesant entre 4,2 kg et 4,5 kg et de 9 à 10 cm de hauteur et de 22 à 24 cm de diamètre. Sa pâte est dure et légèrement friable, de couleur jaune pâle au cœur de la meule et jaune intense au bord de la croûte. Plus le fromage est affiné, plus sa coloration est sombre. La pâte contient des cristaux de calcium et de tyrosine, typiques d'un long affinage.
Le džiugas a une teneur en matière grasse d'environ 40% sur extrait sec, et l'extrait sec représente environ 65% du poids du fromage. La teneur en sel est d'environ 2%.

## Fabrication
Le lait utilisé pour la fabrication du džiugas est récolter uniquement de mai à octobre, pendant la période de pâturage des vaches. Le fromage doit être préparé dans le seniūnija (division administrative lituanienne) de la ville de Telšiai, en Samogitie. Le lait, après avoir été pasteurisé et standardisé pour atteindre un pourcentage précis de matières grasses, est caillé par ajout d'enzymes et de ferments lactiques et non de présure, comme c'est le cas pour de nombreux fromages. Le caillé est ensuite découpé, chauffé, moulé puis pressé avant d'être salé par immersion dans un bain de saumure. Les fromages sont enfin mis sous vide dans des emballages en polymère et affinés ainsi. Une particularité du džiugas réside dans son long affinage qui dure généralement plus d'un an, et peut durer plus de 5 ans.

## Nom

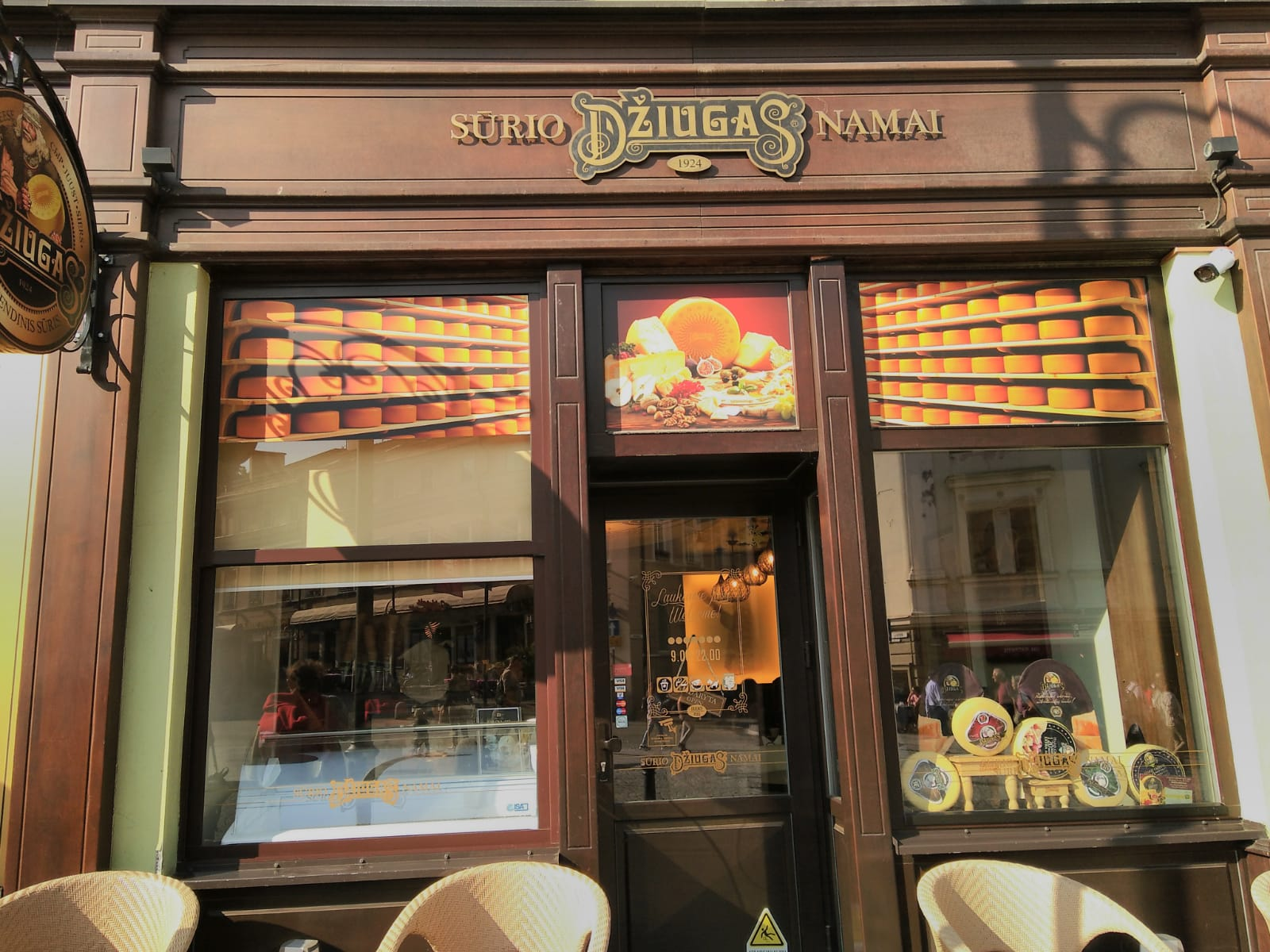
Magasin vendant du džiugas à Vilnius

Le nom de la marque džiugas a été donnée en référence au géant džiugas, héors de la mythologie balte, qui apparaît dans de nombreux contes de Samogitie. Des contes raconteraient que l'origine de la force du géant lui serait venue en mangeant le fromage qu'il affinait dans sa cave.

## Histoire
La tradition fromagère de la région de Samogitie est établie depuis au moins le  XVIIIe siècle. Les premiers fromages à pâte dure sont produits dans la ville de Telsiai à partir de 1985 et la recette du džiugas est mise au point en 1994. Grâce a des campagnes de promotions ambitieuses, le džiugas est désormais un fromage emblématique de la région, exporté en dehors de Lituanie.